# Tunelul rutier Mont Blanc
Tunelul rutier Mont Blanc este un tunel care leagă orașele Chamonix în Haute-Savoie, Franța și Courmayeur în Valle d'Aosta, Italia. Are lungimea egală cu 11,6 km. Construcția lui a început în 1957 și a luat sfârșit în 1965. Este cea mai importantă rută de transport din zonă.